# Coleophora albadomina
Coleophora albadomina là một loài bướm đêm thuộc họ Coleophoridae. Nó được tìm thấy ở Namibia.